# Station Oldfield Park
Oldfield Park is een spoorwegstation van National Rail aan de Great Western Main Line in Bath, Bath and North East Somerset in Engeland. Het station is eigendom van Network Rail en wordt beheerd door Great Western Railway.